# Eusyrophoxus tenuipes
Eusyrophoxus tenuipes is een vlokreeftensoort uit de familie van de Phoxocephalidae. De wetenschappelijke naam van de soort is voor het eerst geldig gepubliceerd in 1925 door Stephensen.